# Livia Turco
Livia Turco (née le 13 février 1955 à Morozzo, dans la province de Coni, Piémont) est une femme politique italienne.

## Biographie
Née d'une famille de la moyenne bourgeoisie piémontaise, Livia Turco fait ses études d'abord à Coni et ensuite à Turin, où elle obtient une maîtrise en philosophie.
Elle entame son activité politique étudiante à Turin, en s'inscrivant au Parti communiste italien (PCI). Dans ses listes elle sera élue députée pour la première fois en 1987.
Au sein du Parti communiste, elle sera d'abord responsable dans la Fédération des jeunesses communistes italiennes (FGCI) et ensuite responsable pour les femmes dans la fédération locale du parti. En parallèle elle exercera les mandats de conseillère municipale et conseillère régionale.
Favorable à la transformation du Parti communiste en Parti démocratique de la Gauche (Partito democratico della Sinistra, PDS) en 1991, elle continue à siéger à la Chambre des députés de 1992 à 2001.
Sa première expérience ministérielle remonte à 1996, lorsqu'elle fait partie du premier gouvernement de Romano Prodi en tant que ministre de la Solidarité sociale. Elle occupera cette charge également dans les gouvernements guidés par Massimo D'Alema.
En 2000 elle est candidate d'une coalition de centre gauche à la présidence de la Région Piémont, mais elle est défaite par le président sortant Enzo Ghigo, candidat de la Maison des libertés.
En 2006, elle est élue sénatrice et entrera dans le deuxième gouvernement de Romano Prodi comme ministre de la Santé.
Réélue en 2008, au sein du Parti démocrate.